# 케일 (채소)
케일(영어: kale 또는 leaf cabbage)은 브라시카 올레라케아의 재배종으로, 녹색 또는 보라색을 띄고, 중앙의 잎이 덩어리를 형성하지 않는다. 케일은 많이 재배되는 양배추 류보다 야생 브라시카 올레라케아에 가깝다고 생각된다. 브라시카 올레라케아는 브로콜리, 콜리플라워, 콜라드, 방울다다기를 포함하여 다양한 채소류를 포함한다.

## 영양가
날 것 형태의 케일은 84%가 수분, 9%가 탄수화물, 4%가 단백질, 1%가 지방이다. (표 참고)

## 같이 보기
- 잎채소
- 양배추

1. 1 2  National Academies of Sciences, Engineering, and Medicine; Health and Medicine Division; Food and Nutrition Board; Committee to Review the Dietary Reference Intakes for Sodium and Potassium (2019). 〈Chapter 4: Potassium: Dietary Reference Intakes for Adequacy〉.   Oria, Maria; Harrison, Meghan; Stallings, Virginia A. 《Dietary Reference Intakes for Sodium and Potassium》. The National Academies Collection: Reports funded by National Institutes of Health. Washington, DC: National Academies Press (US). 120–121쪽. doi:10.17226/25353. ISBN 978-0-309-48834-1. PMID 30844154. 2024년 12월 5일에 확인함.
2. 1 2  United States Food and Drug Administration (2024). “Daily Value on the Nutrition and Supplement Facts Labels”. 《FDA》. 2024년 3월 27일에 원본 문서에서 보존된 문서. 2024년 3월 28일에 확인함.